# Shao Yiwen
Dans ce nom chinois, le nom de famille, Shao, précède le nom personnel.
Shao Yiwen (en chinois : 邵 依雯), née le 10 mars 1995 est une nageuse chinoise. 

## Biographie
Elle fait ses débuts internationaux aux Jeux asiatiques de 2010 où elle remporte le 400 mètres nage libre.
Aux Jeux olympiques d'été de 2012, elle finit 14e du 400 mètres nage libre et 9e du 800 mètres nage libre.
Lors des Championnats du monde en grand bassin 2015, elle obtient la médaille de bronze lors du relais 4 × 200 m nage libre en participant aux séries.

## Palmarès

### Championnats du monde

#### Grand bassin
- Championnats du monde 2015 à Kazan (Russie) :
  -  Médaille de bronze du relais 4 × 200 m nage libre (participe uniquement aux séries).